# Lugana (bướm đêm)
Lugana  là một chi bướm đêm thuộc họ Noctuidae.